# Rabbat-Moab
Rabbat-Moab (arabisch ربة, DMG Rabba; auch Rabbat-Moba, ar-Rabba, Areopolis) ist eine alte Stadt in Jordanien, die sich im Kernland des früheren Moab befindet, etwa 15 Kilometer nördlich von Karak. Sie ist zu unterscheiden von Rabbat-Ammon, dem heutigen Amman, das in der Bibel manchmal nur als Rabba bezeichnet wird; das Wort Rabba bedeutet große Stadt.

## Name
Obwohl Rabbat-Moab im Kernland von Moab liegt, ist es unklar, welche Bedeutung der Ort in der Blütezeit von Moab hatte und wie er genannt wurde. Lange galt es als sicher, dass es sich um das biblische Ar-Moab handele (zum Beispiel Jes 15,1), jedoch wird dies gegenwärtig bezweifelt; manche Autoren bezweifeln sogar, dass mit Ar-Moab eine Stadt bezeichnet worden sei. Jedenfalls war der Ort seit der hellenistischen Zeit als Rabbat-Moab oder Rabbat-Moba bekannt; er fungierte als Hauptstadt des Landes Moabitis.
Rabbat-Moab war in der Antike auch unter der gräzisierten Bezeichnung Areopolis, 'Ares-Stadt', bekannt. Die Unklarheit bezüglich des Verhältnisses von Rabbat-Moab und Ar-Moab spiegelt sich auch in diesem Ortsnamen wider: I.Benzinger meinte 1896 in einem Beitrag zu Paulys Realencyclopädie der classischen Altertumswissenschaft, es habe zwei Städte namens Areopolis gegeben, die eine sei mit Rabbat-Moab gleichzusetzen, die andere mit Ar-Moab.
In der Tabula Peutingeriana erscheint Rabbat-Moab als Rababatora; in diesem Namen scheinen die Ortsnamen Rabba und Betthorus zusammengezogen worden zu sein.

## Geschichte
Vor der Eingliederung in die römischen Provinz Arabia Petraea im Jahre 106 gehörte Rabbat-Moab/Areopolis zum Reich der Nabatäer; in der römisch-byzantinischen Periode wurde es ein wichtiges Verwaltungszentrum. Die Via nova Traiana verband Rabbat-Moab/Areopolis mit der Provinzhauptstadt Bosra sowie der alten nabatäischen Hauptstadt Petra. Die Überreste eines den Kaisern Diokletian und Maximian geweihten Tempels sind noch heute vorhanden.
Zur Zeit Diokletians wurde, im Zuge der Errichtung des Limes Arabicus, östlich von Areopolis bei Betthorus (heute Al-Lejjun) das Lager der Legion Legio IIII Martia errichtet; zuvor war eine entsprechend starke Verteidigung dieser Grenzregion des Römischen Reiches anscheinend nicht notwendig gewesen. Der Beiname Martia ist vielleicht von dem Gottesnamen Ares in Areopolis abgeleitet.
Der Kirchenvater Hieronymus erwähnt in seinem Jesaja-Kommentar (xv.), dass in seiner Jugend ein schweres Erdbeben Areopolis zerstört habe, vermutlich im Jahr 363; dieses Erdbeben verwüstete auch das Legionslager in Betthorus. Weitere schwere Erdbeben ereigneten sich 505 und 551.
Sozomenos zufolge (Historia Ecclesiastica VII,15,11) verteidigten sich die heidnischen Kulte von Areopolis und Petra noch um 385 hartnäckig gegen das vordringende Christentum; Areopolis wurde dann aber ein Bischofssitz der Kirchenprovinz Palaestina Tertia, der erste Bischof ist für das Jahr 449 bezeugt. Formal existiert noch heute das entsprechende katholische Titularbistum Areopolis; der bekannteste Titularbischof war Angelo Giuseppe Roncalli, der spätere Papst Johannes XXIII.
Der Historiker Sebeos berichtet vom Sieg einer islamischen Armee unter Abu Ubaidah über eine byzantinische Armee unter Theodoros, dem Bruder des Kaisers Herakleios, bei Areopolis; die Stadt fiel um 633 oder 634 als erste byzantinische Stadt an die Araber.
Während der Zeit der Kreuzzüge wurde die Stadt als Rabba Moabitis kurzzeitig zu einer der vier Metropolen des Lateinischen Patriarchats von Jerusalem erhoben, neben Tyros, Caesarea und Nazareth. Ursprünglich war Petra die Metropole der Palaestina Tertia gewesen; aber die Kreuzfahrer hatten keine Kenntnis davon, wo das antike Petra gelegen hatte, beziehungsweise identifizierten Rabba Moabitis einfach mit Petra. Die Kreuzfahrer neigten auch dazu, Rabbat-Moab mit Rabbat-Ammon zu verwechseln.
Im Verlaufe des späten Mittelalters wurde die Stadt verlassen und verfiel. Als der Orientalist Alois Musil 1902 die Ruinen der Stadt besuchte, konnte er aber noch Teile der römisch-byzantinischen Stadtmauer verfolgen. Erst etwa um 1930 entstand eine neue Siedlung; durch den Zustrom palästinensischer Flüchtlinge stieg die Bevölkerung auf einige Tausend an (heute etwa 9000).